# Schoenoplectiella proxima
Schoenoplectiella proxima är en halvgräsart som först beskrevs av Ernst Gottlieb von Steudel, och fick sitt nu gällande namn av Kaare Arnstein Lye. Schoenoplectiella proxima ingår i släktet Schoenoplectiella och familjen halvgräs. Inga underarter finns listade i Catalogue of Life.